# 维尔纳·特斯克
维尔纳·特斯克（Werner Teske ，1942年4月24日—1981年6月26日）是一位東德史塔西上尉。他在商業間諜部门担任高级情报官员期间被控密谋携敏感信息叛逃西德以及盗用资金。在为期一天的审判中，特斯克被認定是间谍並擅离职守而被判有罪。他被判处死刑后，于1981年6月被处决。
兩德統一后，人們認為依據东德時期的法律，有關特斯克的判决並不合法，因此有關特斯克的判决被撤销，與審判有關的两名律师遭起诉。东德于1987年废除死刑，特斯克因此成为了德国最后一位被处决的人。

## 早年生活及生平
维尔纳·特斯克于1942年4月24日生于柏林，于1948至1960年间在柏林利希滕贝格上学，最终获得高中文凭。在上学期间，他曾效力於东德手球少年队。1960至1964年间，他在柏林洪堡大學攻读经济学，毕业后获得金融經濟學学位。1966年，特斯克加入德国统一社会党，1967年成为了史塔西的一位非官方合作者。1969年，他获得了经济学博士学位，之後他是史塔西的国家安全部侦察总局的全职員工。
1974年國際足協世界盃期間，特斯克跟隨民主德国国家足球队來到西德。1975年，特斯克晋升上尉，1976年冬季奥林匹克运动会期間他又來到了冬奧會舉辦地因斯布鲁克。
特斯克的妻子名为扎比内·特斯克（Sabine Teske）。二人育有一女。 

## 叛逃计划和审判
1970年代中期，特斯克逐渐对东德的政治体制产生质疑，并计划带着高度敏感的史塔西信息与材料叛逃。他还因此积攒了约20000德國馬克以及金额相近的東德馬克。但是在1979年史塔西中尉维尔纳·斯蒂勒携带敏感资料叛逃西德后，史塔西加强了内部安全措施。1980年9月的一天，特斯克醉酒在家，缺席会面，他的異常行为引起了史塔西的注意，后者遂将他逮捕。他藏匿在自己保险箱中的文件被发现，而且這些文件都是偷來的。后来他先前盗用部门行动资金的事情也遭揭露，他藏匿在自己公寓里的文件亦被发现。
德意志民主共和国最高法院的第一军事犯罪部门負責审判特斯克。他被控“密谋叛国”，并被判犯有间谍、擅离职守以及非法越境罪。尽管辩护律师称特斯克并未实施叛变计划，且西德方面未获得任何情报，但特斯克还是在1981年6月11日被判处死刑。两年前的维尔纳·斯蒂勒叛逃西德事件可能是导致特斯克被重判的原因之一。维尔纳·斯蒂勒于1992年表示，若自己的叛逃事件未发生，那特斯克得到的判决很可能只是终生监禁。

## 死亡
1981年6月26日，就在庭审后不久，特斯克在位于莱比锡阿尔弗雷德-卡斯特（Alfred-Kästner）大街的莱比锡监狱中的一块秘密区域被刽子手赫尔曼·洛伦茨处决。赫尔曼·洛伦茨用半自动手枪朝特斯克后脑開槍，特斯克因此死亡。他的尸体后來被火化并埋葬在萊比錫南公墓。他的死亡证明上写的死因是“心脏衰竭”。东德当局一直将对特斯克的审判、处决以及他的葬礼保密，与特斯克关系最密切的家属甚至都被蒙在鼓里，他的妻子直到1990年兩德統一后才知道自己已成了寡妇。在此之前，她一直以为丈夫被关押在某个地方。

## 死后平反
两德统一后的1993年，德國司法當局撤销了此前東德當局对特斯克的判决结果。接着参与审判特斯克的法官和公诉人遭到起诉，1998年，法官卡尔-海因茨·诺什（Karl-Heinz Knoche）和公诉人海因茨·卡金（Heinz Kadgien）因被指妨礙司法公正而分别被判处四年监禁。他们被判刑的依据是當時對特斯克的判决並不符合东德法律，尽管特斯克计划叛逃，但他从未真正实施叛逃行為，而當初指控他的罪名只有在叛逃行為正式實施時才成立。
东德于1987年废除死刑，特斯克成了最后一位在东德，乃至在全德国，最后一位被处决的人。
2021年上映的电影《最终处决》中的部分劇情就源自特斯克的人生经历。